# Trippendals Galge
Trippendals Galge var Smørum Herreds rettersted og lå i skellet mellem Herstedøster og
Herstedvester sogne og placeret på en flad, åben mark lige op til den gamle landevej mellem København og Roskilde. Galgen lå, hvor Albertslund Rideklub nu har til huse. Retterstedet lå der i 1680, men sandsynligvis er det taget i anvendelse, da tingstedet blev anlagt omkring 1577.På den tid blev Lille herred (Torslunde, Høje-Taastrup, Sengeløse og Ishøj) lagt under Smørum herred, der derefter omfattede 17 sogne, nogenlunde tilsvarende Vestegnen.
"Trippen" betyder "treben", og galgen har derfor nok været en trebenet konstruktion med tværdragere foroven mellem de tre stave/ben. På hver tværdrager kunne man hænge to, så der var plads til seks. Det lyder af mange, men man lod ligene hænge, til de gik i opløsning af sig selv. Og de nedfaldne stumper blev gravet ned omkring galgebakken. Det var ikke tilladt at begrave forbrydere i kirkegårdenes indviede jord.
Henrettelserne på Trippendal fandt ikke bare sted ved hængning, men også ved halshugning med økse, halshugning med sværd og radbrækning med efterfølgende hjul og stejle i levende live. Også mindre livstruende straffe blev udført på retterstedet, såsom kagstrygning, brændemærkning og afhugning af fingre og hele hænder. 
Da man i 1933 foretog udgravninger til opførelse af Herstedvestersenderen et par hundrede meter øst for Trippendals Galge, stødte man på rester af skeletter, der stammede fra begravelserne på retterstedet. Skeletterne fra Trippendals Galge opbevares i dag på Retsmedicinsk Institut på Panum Instituttet. 
Den sidste henrettelse skete i 1791. Det var en skåning, Inger Olsdatter, der havde født i dølgsmål og dræbt sit barn. Hun blev idømt dødsstraf. Barnets far havde fået benådning af Christian 7., men benådningen nåede ikke retterstedet på Trippendals Galge i tide til at stoppe henrettelsen. 
Bebyggelsen Galgebakken har fået sit navn efter Trippendals Galge.